# Carlos Núñez Muñoz

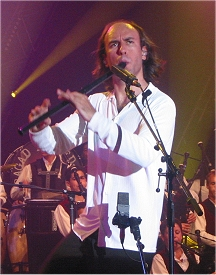
Carlos Núñez a An Oriant, Bretanya

Carlos Núñez Muñoz (Vigo, Pontevedra, el 16 de juliol de 1971) és un músic gallec, considerat com un dels millors gaiters del món. Va començar amb les flautes i, més endavant, als vuit anys, amb la gaita gallega. Als tretze anys, va ser descobert per The Chieftains, a l'Auditori de Castrelos, a Vigo, i va començar la seva carrera en la música, que encara contínua.
Núñez és considerat un erudit de la música cèltica. Les seves recerques segueixen bàsicament dues línies relacionades entre si: l'origen de la música cèltica i la seva fusió amb les músiques del món actuals. El seu interès pel tema l'ha portat a recórrer el globus i a relacionar-se amb músics i artistes dels països que ha visitat, per després plasmar els seus coneixements i experiències en la seva prolífica discografia.

## Biografia
Net de l'escriptor i pedagog Albí Núñez Domínguez, va estudiar al col·legi Martín Códax de Vigo, i a l'Institut Álvaro Cunqueiro. Als dotze anys, va ser convidat a tocar a l'Orquestra Simfònica de Lorient i, el 1989, va gravar al costat del grup irlandès The Chieftains la banda sonora de la pel·lícula L'illa del tresor (1990). Amb aquest grup, seguiria col·laborant fins a ser conegut com el setè Chieftain. Núñez, a més, va completar la seva formació en l'ensenyament acadèmic i va obtenir la qualificació de Matrícula d'Honor i Premi Extraordinari Fi de Carrera (Cum Laude) en l'instrument flauta de bec pel Reial Conservatori Superior de Música de Madrid.

## Obra discogràfica
Va començar el seu aprenentatge musical amb la flauta i, amb vuit anys, va donar el següent pas començant amb la gaita. Va ser per primera vegada a Irlanda, l'any 1989, per gravar The Chieftiains la banda sonora de la pel·lícula L'illa del tresor.
El 1996, publica el seu primer disc, A Irmandade das Estrelas, que va suposar el boom de la música cèltica a Espanya. En aquest disc, Núñez se centra sobretot en l'exploració de la seva Galícia natal amb aportacions irlandeses.
Al seu següent disc, Os amores libres (1999), Núñez presenta una reflexió a l'entorn del concepte cèltic, explorant, entre d'altres, les connexions existents entre la música tradicional gallega i el flamenc. Els textos que acompanyen les cançons d'aquest disc estan redactats per l'escriptor Manuel Rivas.
Ja el 2000 i amb la publicació de Maio longo, amb Núñez ja consagrat com a músic de renom i projecció internacional, el gaiter va compondre una cançó amb l'ex-Supertramp Roger Hodgson. Aquest disc és una tornada a la tradició galaica i a la senzillesa, i va destacar principalment per introduir-se en les radiofórmules musicals del moment.
El seu següent disc d'estudi és Almas de Fisterre, publicat el 2003, i a França com Un Galicien en Bretagne, amb una llista de talls lleugerament diferent. Aquest disc és el resultat d'una llarga permanència del músic a Bretanya, en el qual es mostren músiques tradicionals bretones gravades al costat de músics de renom de la Bretanya.
Carlos Núñez també ha editat un àlbum recopilatori de grans èxits amb diversos talls nous anomenat Todos os mundos i el 2004 va editar un CD+DVD que contenia un concert gravat a Vigo amb el títol de Carlos Núñez & Amigos amb les seves cançons més emblemàtiques. Carlos també participa en la banda sonora de la pel·lícula d'Alejandro Amenábar Mar adentro.
Al maig de 2005, Carlos Núñez va publicar a França, Cinema do mar, dedicat a la interpretació d'una selecció de molt cèlebres peces de la música clàssica (com el Bolero de Ravel o el Concert d'Aranjuez) i bandes sonores de pel·lícules, esperonat per la seva participació en Mar adentro. La inclusió de bandes sonores va estar motivada pels paral·lels que troba en les peces seleccionades i la música gallega. Podem trobar una versió de la Missió d'Ennio Morricone, d'El Padrí  de Nino Rota o la ja habitual en el repertori de The Chieftains «Women of Ireland», de la banda sonora de Barry Lyndon.
El 2006, va participar en la banda sonora de la pel·lícula del Studio Ghibli Cuentos de Terramar, del director Goro Miyazaki, primer llargmetratge del fill del conegut cineasta japonès Hayao Miyazaki. La seva col·laboració en la banda sonora d'aquesta pel·lícula al costat del seu compositor Tamiya Terashima va ser elogiada pel públic cinèfil i filharmònic en general i li va valer bones crítiques i major projecció internacional a l'artista gallec.
Al febrer de 2007, en la mateixa setmana dels Oscar, Carlos Núñez va publicar la versió espanyola de "Cinema do mar", diferent a la francesa. Inclou temes amb Ryuichi Sakamoto i Dulce Pontes que no es van incloure en la versió francesa de 2005.
El 2008, va participar en les bandes sonores de les pel·lícules Seda del director François Girard i El meu monstre i jo, del director Jay Russell.
Des del 2007 aproximadament, Carlos Núñez ha estat indagant en les connexions galaiques de la música brasilera. D'aquesta recerca, ha sorgit el seu nou treball discogràfic, titulat Alborada do Brasil, posat a la venda el 16 de juny de 2009.
El 2012 publica Discover, un doble CD que inclou quatre temes inèdits, així com múltiples col·laboracions amb artistes amics al marge de la seva pròpia discografia, que s'unifiquen en aquest disc i fa balanç d'aquests primers anys de la seva carrera. Inclou 39 temes en què connecta la música gallega amb altres cultures, per la qual cosa compta amb The Chieftains, Sinéad O’Connor, The Waterboys, Omara Portuondo, Compay Segundo, Los Lobos, Carlinhos Brown, Carmen Linares, Vicente Amic, Carles Benavent, Montserrat Caballé, Jordi Savall, Luz, Ry Cooder, Jackson Browne, Ryuichi Sakamoto, o Roger Hodgson de Supertramp.
El 2013, la seva obra "Mambo" va ser la banda sonora de la Vuelta Ciclista a Espanya 2013.
Una característica fonamental de Carlos Núñez i la seva música és la de col·laborar amb tota mena de músics de qualsevol nacionalitat, tant en l'enregistrament dels seus discos com en les seves actuacions en directe. La Carlos Núñez Banda amb la qual toca en directe es compon de prestigiosos músics com el seu germà Xurxo Núñez, percussionista gallec, Pancho Álvarez, guitarrista i violinista i Begoña Riobó, violinista.
Així, Núñez ha col·laborat amb destacats artistes espanyols com Vicente Amigo, Carles Benavent, Luz Casal, Kepa Junkera i Carmen Linares. D'entre els molts músics internacionals amb els quals ha tocat o gravat, destaquen The Chieftains i els seus integrants Paddy Moloney, Sean O'Ríada i el difunt Derek Bell. A més d'ells, cal destacar León Gieco, Dan Ar Braz, Jackson Browne, Phil Cunningham, Liam O'Flynn, Ry Cooder, Ronnie Drew, Frankie Gavin, Roger Hodgson, Paddy Keenan, Joan Manuel Serrat (en Sombras de la China), Noa, Máirtin O'Connor, Liam O`Flynn, Dulce Pontes, Teresa Salgueiro, Sharon Shannon, Donald Shaw, la Vella Trova Santiaguera, l'Ensamble Gurrufío, la Banda de Gaites de Cea (Orense) i la Real Banda de Gaites de la Diputació d'Ourense.
En el marc de la seva col·laboració amb artistes internacionals, Carlos Núñez va ser convidat a participar en l'"Earth Celebration 2006", festival internacional que se celebra cada estiu a la japonesa illa de Sado, organitzat per KODO, famós grup nipó de taiko.
A més, el 2006, va col·laborar en la banda sonora de la pel·lícula Contes de Terramar, de Goro Miyazaki.
El 2010, va participar en la creació de l'espectacle "El secret de la llança" (Le Secret de la Lance) al parc temàtic francès de Puy du Fou.
El 2012, va realitzar la seva primera gira nord-americana juntament amb el seu germà Xurxo, el guitarrista Pancho Álvarez i la violinista nord-americana Katie McNally.

## Discografia

### En solitari
- A Irmandade das Estrelas (BMG Ariola, 1996)
- Os amores libres (BMG Ariola, 1999)
- Mayo Longo (BMG Ariola, 2000)
- Todos os mundos (BMG Ariola, 2002)
- Almes de Fisterra (Sony Music, 2003)
- Almes de Fisterra Edició Especial (Sony Music, 2003)
- DVD Carlos Núñez & Amigos en casa (Sony/BMG, 2004)
- Cinema do mar (Versió francesa, 2005)
- Cinema do mar (Versió espanyola, febrer de 2007)
- Alborada do Brasil (Sony Music 2009)
- Discover (Sony Music 2012)
- Inter Celtic (2014)

### Col·laboracions
- Matto Congrio (1993)
- The Chieftains - Santiago (1996)
- Alejandro Amenábar - Mar adentro (2004)
- Memories from Gedo Senki (Banda Sonora de la pel·lícula d'anime, Gedo Senki, 2007)